# Wainwright (Alaska)
Pour les articles homonymes, voir Wainwright.
Wainwright (ou Ulguniq ou Kuuk) est une ville d'Alaska aux États-Unis située dans le Borough de North Slope, sa population était de 556 habitants en 2010. C'est la seconde ville en population du Borough de North Slope. Son nom lui vient de celui du lieutenant Wainwright, nom d'abord donné à la lagune avant de devenir celui de la communauté. Wainwright a été fondée en 1904.

la mer des Tcouktches

Wainwright se trouve au bord de la Mer des Tchouktches, à environ 116 km au sud-ouest de Barrow.
La ville est dans une zone de climat arctique, avec des températures allant de −49 °C à 27 °C. Les précipitations y sont faibles mais essentiellement neigeuses. La Mer des Tchouktches n'est libre de glace qu'entre la mi-juillet et septembre.
La majorité de la population est constituée d'Iñupiats qui vivent d'une économie de subsistance faite de chasse et de pêche.

## Démographie
| 1890 | 1920 | 1930 | 1940 | 1950 | 1960 |
| ---- | ---- | ---- | ---- | ---- | ---- |
| 72   | 99   | 197  | 341  | 227  | 253  |

| 1970 | 1980 | 1990 | 2000 | 2010 | - |
| ---- | ---- | ---- | ---- | ---- | - |
| 315  | 405  | 492  | 546  | 556  | - |

## Sources et références
- (en) CIS

- (en) Cet article est partiellement ou en totalité issu de l’article de Wikipédia en anglais intitulé « Wainwright, Alaska » (voir la liste des auteurs).

1. ↑  « Statistiques des États-Unis - Alaska - Profils des communautés de 2010 » (consulté en novembre 2020)